# 斯利皮霍洛 (加利福尼亞州馬林縣)
斯利皮霍洛（英語：Sleepy Hollow）是位於美國加利福尼亞州馬林縣的一個人口普查指定地區。

## 地理
斯利皮霍洛的座標為38°00′38″N 122°35′04″W / 38.01056°N 122.58444°W，而該地最高點為海拔高度54米（即177英尺）。

## 人口
根據2010年美國人口普查的數據，斯利皮霍洛的面積為7.737平方千米，當中陸地面積為7.737平方千米，而水域面積為0.000平方千米。當地共有人口2384人，而人口密度為每平方千米308人。